# Taiskirchner-Radweg
Der Taiskirchner-Radweg hat eine Länge von 33 km und ist ein Radrundweg. Er beginnt an der Fit-Treff-Strecke im Markt Taiskirchen und führt nach Altmannsdorf zum Stausee und geht weiter nach Arling, Helfingsdorf, Hohenerlach, Unterbreitenried, Wohleiten, Flohleiten, Edtleiten, über Tiefenbach beim Wetterkreuz vorbei, nach Ellerbach, Wiesenberg, Brandstätten, Jedretsberg, Zahra, Wolfsedt, und wieder zum Fit-Treff-Startpunkt in Taiskirchen.
Gleich beim Start befindet sich das Kapuzinermarterl. An dieser Stelle hat man einen Panoramarundblick zum Hochficht (Böhmerwald), auf die Gemeinden St. Roman, Kopfing, St. Willibald, Altschwendt, Riedau, Dorf an der Pram, Kallham, Pram, auf den Schulterberg in Pram, auf die Gemeinde Haag am Hausruck, auf den Pöstlingberg (Linz) und sogar auf den Frauenstein (Molln).

## Sehenswürdigkeiten
Mehrere Marterl und Kapellen liegen direkt am Radweg.
In Edtleiten ist das Rotzaunkreuz sowie das Wetterkreuz zu finden. Das Wetterkreuz wurde 1869 von den umliegenden Bewohnern errichtet, weil in diesem Jahr sehr starke Gewitter und Unwetter  herrschten. Mit  einer Höhe von ca. 5 Metern stellt es eine auffallende Sehenswürdigkeit dar. Am Kreuz sind die Leidenswerkzeuge Christi dargestellt. 1925 und 1967 wurde es renoviert, wobei 1967 das Schweißtuch Jesu Christi von Johann Unfried in beeindruckender Weise aus Eichenholz geschnitzt und dem Wetterkreuz angefügt wurde.
Auf der Radwanderstrecke befinden sich weiters in Ellerbach das Ellerbergkreuz sowie das Machtlakreuz.
Im weiteren Streckenverlauf liegen in Wiesenberg die Wiesenbergerkapelle (err. 1894), die Gaderbauernsäule, Richtung Günzing das Günzingerkreuz und die Binderhiaslkapelle; in Bruckleiten befindet sich die Loiprechtkapelle (err. 1905, mit Lourdesgrotte), in Zahra die Reinthalerkapelle und die Brandstättnerkapelle (err. 1904), in Wolfsedt ist das 5 Meter hohe Gumpingerkreuz errichtet. Das Gumpingerkreuz zeigt Jesus am Kreuz und Maria. Das Kreuz wurde, infolge zweier großer Hofbrände, im Jahre 1875 errichtet.